# جوزف آسپدین
جوزف آسپدین (انگلیسی: Joseph Aspdin; ‏۲۵ دسامبر ۱۷۷۸ – ۲۰ مارس ۱۸۵۵) تولیدکننده سیمان اهل انگلستان که در تاریخ ۲۱ اکتبر ۱۸۲۴ اختراع سیمان پرتلند را به ثبت رساند.